# Cyclopecten
Cyclopecten is een geslacht van tweekleppigen uit de  familie van de Propeamussiidae.

## Soorten
- Cyclopecten acutus Grau, 1959
- Cyclopecten aequatorialis (Thiele & Jaeckel, 1931)
- Cyclopecten ambiannulatus Schein, 1989
- Cyclopecten ambiguus Dijkstra & Maestrati, 2010
- Cyclopecten antiquatus (Philippi, 1844)
- Cyclopecten barbarensis Grau, 1959
- Cyclopecten benthalis Grau, 1959
- Cyclopecten bistriatus (Dall, 1916)
- Cyclopecten brundisiensis Smriglio & Mariottini, 1990
- Cyclopecten cancellus Dijkstra, 1991
- Cyclopecten capeverdensis Dijkstra & Goud, 2002
- Cyclopecten carlottensis Bernard, 1968
- Cyclopecten catalinensis (Willett, 1931)
- Cyclopecten cincinnatus Dijkstra & Gofas, 2004
- Cyclopecten cocosensis (Dall, 1908)
- Cyclopecten comptulus Dijkstra & Maestrati, 2013
- Cyclopecten culebrensis (Smith, 1885)
- Cyclopecten davidsoni (Dall, 1897)
- Cyclopecten distinctus (Smith, 1885)
- Cyclopecten eous (Melvill & Standen, 1907)
- Cyclopecten erythraeensis Dijkstra & R. Janssen, 2013
- Cyclopecten exquisitus Grau, 1959
- Cyclopecten falklandicus Dell, 1964
- Cyclopecten fluctuosus Dijkstra & Marshall, 2008
- Cyclopecten horridus Dijkstra, 1995
- Cyclopecten hoskynsi (Forbes, 1844)
- Cyclopecten incongruus (Dall, 1916)
- Cyclopecten incubans Barnard, 1964
- Cyclopecten kapalae Dijkstra, 1990
- Cyclopecten kermadecensis (Smith, 1885)
- Cyclopecten leptaleus (A. E. Verrill, 1884)
- Cyclopecten liriope (Dall, 1908)
- Cyclopecten meteorae Dijkstra & R. Janssen, 2013
- Cyclopecten nakaii Okutani, 1962
- Cyclopecten nipponensis Okutani, 1962
- Cyclopecten pellucidulus Dijkstra, 1995
- Cyclopecten pernomus (Hertlein, 1935)
- Cyclopecten powelli Dell, 1956
- Cyclopecten reticulus (Dall, 1886)
- Cyclopecten ringnesia (Dall, 1924)
- Cyclopecten ryukyuensis Hayami & Kase, 1993
- Cyclopecten secundus (Finlay, 1926)
- Cyclopecten simplex Verrill, 1897
- Cyclopecten strigillatus (Dall, 1889)
- Cyclopecten subhyalinus (Smith, 1885)
- Cyclopecten textus Dijkstra & Marshall, 2008
- Cyclopecten thalassinus (Dall, 1886)
- Cyclopecten vimineus Dijkstra & Gofas, 2004
- Cyclopecten zephyrus Grau, 1959